# Zuid-Beveland
Zuid-Beveland (svenska: Södra Beveland) är en tidigare ö, idag halvö, som ligger mitt i den nederländska provinsen Zeeland. Fram till 1903 var Zuid-Beveland en ö, den blev då knuten till fastlandet med en järnvägsbank för Zeeuwselinjen mellan Roosendaal och Vlissingen som, tillsammans med riksväg A58, är en viktig förbindelse med resten av Nederländerna. Senare knöts Zuid-Beveland ihop med Walcheren och Noord-Beveland efter Deltaprojektet. Staden Goes är den största på halvön. Vid sidan av jordbruk är mejeriindustrin och fiske huvudnäringarna. Under andra världskriget var Zuid-Beveland platsen för många slag, det mest kända är slaget vid Schelde.

## Kommuner
| Kommuner på Zuid-Beveland | Kommun 1.Borsele 2.Goes 4.Kapelle 7.Reimerswaal | Invånare 2005 22.427 36.762 11.665 21.020 | Total area 194,47 km² 102,13km² 49,61km² 243,08km² |

## Geografi
Zuid-Beveland är en i huvudsak lantlig ö som ligger mellan tre regioner som är mer urbana (Randstad, Brabants städer och Flanderns ruta). Zuid-Beveland ligger söder om Oosterschelde, norr om Westerschelde och delas nordost av i två kanaler, i öster av Schelde-Rijnkanalen (som knyter hamnen i Antwerpen, Belgien till floden Rhen) och i väster kanalen genom Zuid-Beveland. Den sistnämnda kanalen går tvärs över ön, från Hansweert till Yerseke. Med hänsyn till andra provinser och öar, gränsar den i sydväst mot Walcheren, i norr mot Noord-Beveland och i öster mot den Noord-Brabantska kommunen Woensdrecht.

## Historia

### 200- till 300-talen
Den största delen av Zeeland blev översvämmat och Zuid-Beveland var praktiskt taget helt obebott.

### Medeltiden
Torrläggningen av Zeeland påbörjades under 1000-talet, något som gjorde att översvämningar inte gjorde lika mycket skada som tidigare. Jorden i Zeeland består i huvudsak av fruktbar lerjord av vilket en stor del används av jordbruket. Den goda jorden är en av grunderna till att befolkningen långsamt men säkert blir mer välmående. Under 1200-talet börjar städer och orter att växa fram. De vanligaste näringarna är jordbruk och fiske.

### 1500- till 1600-talen
Många krigshandlingar höll till i området under spansk-nederländska kriget, samtidigt blev ön drabbad av flera översvämningar. Ett exempel är Allerheiligenvloed den 1 november 1570.

### Andra världskriget
Den 16 maj 1940 stred tyska och franska enheter mot varandra vid Kapelle, de franska trupperna hade kommit till Nederländerna för att hjälpa de från alla tyska angrepp. Den 17 maj samma år blev 65 franska soldater begravda här av Kapelles invånare.
Efter det andra världskriget blev alla franska döda flyttade hit och begravna (på nytt). Den 16 maj 1950 blev kyrkogården officiellt tagen i bruk. Totalt finns här 217 franska soldater begravna, tillsammans med 20 marockanska soldater som dödades medan de tjänstgjorde i de franska trupperna, samt en belgisk soldat.

### Watersnoodramp
Natten mellan 31 januari och 1 februari 1953 blev Zeeland drabbat av den största översvämningen på flera hundra år. En stor del av ön, och då i huvudsak staden Goes, blev mindre hårt träffat tack vare höjderna. Efter detta blev Deltaprojektet planlagt och startat år 1960. 

## Infrastruktur
Zuid-Bevelands viktigaste vägförbindelse är riksväg A58, som förbinder Eindhoven och Vlissingen med varandra. Oesterdammen binder ihop ön med Tholen. Vidare är järnvägslinjen Zeeuwselinjen mellan Bergen op Zoom och Vlissingen, med en godslinje från Goes till Sloe, en viktig förbindelse med resten av Nederländerna. Sloe är för övrigt Zeelands mest industrialiserade område. Färjan, som tidigare transporterade fordon och personer mellan Breskens och Vlissingen, transporterar idag endast passagerare, cyklar och motorcyklar sedan Westerscheldetunneln öppnades. Westerschelde används av större båtar som ska till Antwerpen, men på grund av alla sandbankar är det vanligt att skeppen använder lots.